# Marie Emmanuelle Bayon Louis
Marie Emmanuelle Bayon Louis, född 1746 i Marcei, död 1825, var en fransk kompositör, pianist och salongsvärd. Hon var inte professionellt aktiv, men var berömd för sin musikaliska begåvning och spelade en inflytelserik inom dåtida fransk musik. Hon gjorde hammarklaveret populärt i Frankrike. 